# Milčice (přírodní rezervace)
Milčice je přírodní rezervace jihovýchodně od města Sušice v okrese Klatovy, poblíž vesnice Milčice. V rezervaci se vyskytují chráněné a kriticky ohrožené druhy rostlin. Chráněné území je tvořeno strání přiléhající k Divišovskému potoku, kterou z velké části pokrývá les. Menší luční části rezervace jsou udržovány kosením a likvidací náletových dřevin.

## Flóra
Jde hlavně o rostliny z čeledi vstavačovitých, například bradáček vejčitý (Listera ovata), tořič hmyzonosný (Ophrys insectifera), okrotice červená (Cephalanthera rubra) a bílá (Cephalanthera damasonium), vemeníček zelený (Coeloglossum viride), vemeník dvoulistý (Platanthera bifolia), pětiprstka žežulník (Gymnadenia conopsea), kruštík tmavočervený (Epipactis atrorubens), hlístník hnízdák (Neottia nidus-avis) či vstavač nachový (Orchis purpurea). Z dalších vzácných rostlin se na lokalitě vyskytuje např. ostřice ptačí nožka (Carex ornithopoda), vítod nahořklý (Polygala amarella), škarda ukousnutá (Crepis praemorsa), záraza vyšší (Orobanche elatior), lněnka pyrenejská (Thesium pyrenaicum), zimostrázek alpský (Polygala chamaebuxus), hořec křížatý (Gentiana cruciata), oman vrbolistý (Inula salicina) a další .